# Jasmin N. Weidner

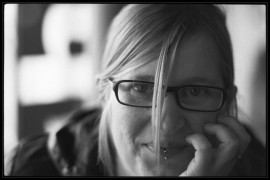
Offizielles Pressebild der Autorin Jasmin N. Weidner

Jasmin N. Weidner (geb. 25. Mai 1983 in Grebenhain, Hessen) ist eine deutsche Autorin.
Sie stammt aus der Gemeinde Grebenhain (OT Herchenhain) in Hessen und lebt heute als Freiberuflerin in Berlin. Bisher erschienen sind Bücher aus den Genres Fantasy, Kinderbuch und Prosa (Novelle und Kurzgeschichte).
Unter dem Usernamen blaaa war sie als Verfasserin von Texten auf jetzt.de, dem Jugendportal der Süddeutschen Zeitung, aktiv. Es folgte ein Redaktionsaccount unter ihrem bürgerlichen Namen. Beide Accounts sind heute inaktiv, wobei das Profil blaaa vollständig gelöscht ist.
Sie schrieb Reviews für das Online-Portal regioactive.de und führte Interviews mit Künstlern. 2009 gründete sie das kurzlebige Musik-Magazin Lala.
Von Juli 2013 bis Mai 2016 führte sie Interviews im Bereich Deutschrap für rappers.in. Seit Juni 2016 führt sie Interviews im Bereich Deutschrap für mzee.com.